# 1930 في تونس
فيما يلي قوائم الأحداث التي وقعت خلال عام 1930 في تونس.